# Прийшов солдат з фронту
«Прийшов солдат з фронту» (рос. «Пришёл солдат с фронта») — радянський художній фільм 1971 року. За мотивами оповідань Сергія Антонова.

## Сюжет
Повернувшись з фронту інвалідом (без руки), солдат дізнався про смерть дружини, але знайшов в собі сили жити далі, ростити дочку, будувати заново село, піднімати людей на великий труд.
Важкий драматичний фільм про відродження розореного війною села, про долі людей, які повернулися до мирної праці.

## У ролях
- Михайло Глузський —  Іван Степанович Меньшиков (дядя Ваня)
- Ірина Мірошниченко —  Віра Куркіна
- Микола Губенко —  Микола Максимович Єгоров
- Олена Смирнова —  Надійка
- Михайло Родяков —  Льошенька
- Іван Шарін —  Єрофеїч
- Наталія Бондарчук —  Шура
- Алевтина Румянцева —  жінка з дитиною
- Іван Косих —  капітан
- Федір Одиноков —  солдат від дяді Вані
- Віктор Філіппов —  танкіст Шура

## Знімальна група
- Режисер:  Микола Губенко
- Сценарій:  Василь Шукшин
- Оператор:  Елізбар Караваєв
- Композитор:  В'ячеслав Овчинников
- Художники-постановники:  Іполит Новодерьожкин,  Сергій Воронков